# Eeva Kilpi
Eeva Kilpi (født 18. februar 1928 i Hiitola, Karelen) er en finsk forfatter. I 1939 flygtede Kilpis familie fra Karelen under vinterkrigen mod Sovjetunionen; en flugt, der er beskrevet i Vinterkrigens tid, første bind af hendes selvbiografi.

## Udgivelser på dansk
- Ved det blomstrende lands breder, Steen Hasselbalch (1963) (Roman)
- En sang om kærlighed, Lindhardt & Ringhof (1981) (Digte)
- Tamara, Lindhardt & Ringhof (1984) (Roman)
- Inden døden, Lindhardt & Ringhof (1985) (Digte)
- Vinterkrigens tid, Lindhardt & Ringhof (1991) (Erindringer)